# Débarquement de Normandie
Pour les articles homonymes, voir Opération Neptune.
Seconde Guerre mondiale
Batailles
Opérations de débarquement (Neptune)
- Tonga (Deadstick, Batterie de Merville)
- Albany (Chicago, Manoir de Brécourt)
- Boston (Detroit)
- Utah Beach
- Omaha Beach (Pointe du Hoc)
- Gold Beach
- Juno Beach
- Sword Beach

Secteur anglo-canadien
- Caen
- Authie
- Perch (Villers-Bocage)
- Putot
- Bretteville-l'Orgueilleuse
- Norrey
- Mesnil-Patry
- Martlet
- Epsom
- Windsor
- Charnwood
- Jupiter
- Atlantic
- Goodwood
- Crête de Verrières
- Spring
- Bluecoat
- Totalize
- Tractable

Secteur américain
- Carentan
- Cotentin
- Cherbourg (Bombardement)
- Bataille des Haies (Elle, Saint-Lô, La Haye-du-Puits)
- Cobra
- Mortain

Fin de la bataille de Normandie et libération de l'Ouest
- Rennes
- Saint-Malo
- Brest
- Poche de Falaise
- Chambois
- Paris

Mémoire et commémorations
- Cimetières militaires de la bataille de Normandie
- Commémorations du 70e anniversaire
- Projet UNESCO de classement des plages

Le débarquement de Normandie, également appelé débarquement en Normandie, ou encore débarquement allié en Normandie, nom de code opération Neptune, est une opération militaire amphibie et aéroportée alliée de la Seconde Guerre mondiale lancée dans la nuit du 5 au 6 juin 1944.
C'est la phase d'assaut d'une plus vaste opération qui vise à créer une tête de pont alliée de grande échelle dans le Nord-Ouest de l'Europe, et à l'ouverture d'un nouveau front à l'ouest. Ce débarquement marque le début de l'opération Overlord, nom de code de la bataille de Normandie.
Cette opération Neptune inclut les opérations aéroportées américaine et britannique pendant la nuit du 6 juin ainsi que les bombardements préparatoires aériens et navals des défenses côtières allemandes, la traversée de la Manche par plusieurs milliers de navires, et enfin le débarquement des troupes dès le 6 juin au matin (« Jour J ») sur les plages du nord-est du Cotentin et de l'ouest du Calvados dans les secteurs, d'ouest en est, d'Utah Beach, Omaha Beach et de la pointe du Hoc pour les Américains, de Gold Beach pour les Britanniques, de Juno Beach pour les Canadiens, et de Sword Beach pour les Britanniques parmi lesquels les Français libres des commandos Kieffer.
Une fois les plages prises, l'opération se poursuit par la jonction des forces de débarquement et l'établissement d'une tête de pont sur la côte normande puis l'acheminement d'hommes et de matériels supplémentaires. Les jours suivants sont mises en place des structures logistiques (ports artificiels Mulberry, oléoduc sous-marin PLUTO, terrains d'aviation) pour le ravitaillement du front et le débarquement de troupes supplémentaires. L'opération cesse officiellement le 30 juin 1944.

## Contexte
Entre le 27 mai et le 4 juin 1940, plus de 338 000 hommes du corps expéditionnaire britannique et de l'armée française, encerclés sur les côtes du nord de la France, regagnent le Royaume-Uni grâce à l'évacuation de Dunkerque. La signature de l'armistice puis l'occupation allemande en France privent les Alliés de l'Europe de l'Ouest continentale. Après l'invasion de l'Union soviétique par l'armée allemande en juin 1941, Joseph Staline commence à demander aux Alliés l'ouverture d'un second front en Europe de l'Ouest. Fin mai 1942, les États-Unis et l'Union soviétique font une déclaration commune sur l'urgence de créer un second front à l'Ouest. Mais le premier ministre britannique Winston Churchill persuade le président des États-Unis Franklin Delano Roosevelt de retarder le débarquement promis, les Alliés n'ayant pas encore les forces adéquates pour une opération de cette ampleur.
Profitant de la présence des troupes anglo-américaines en Afrique du Nord après leurs victoires sur les armées allemandes et italiennes, les Alliés passent à l'offensive en Méditerranée en lançant l'invasion de la Sicile en juillet 1943, puis l'invasion de la péninsule italienne en septembre de la même année. Au même moment, les armées soviétiques passaient à l'offensive après avoir gagné la bataille de Koursk. La décision de monter un débarquement amphibie à travers la Manche est prise lors de la Conférence Trident à Washington en mai 1943. La préparation de l'opération se heurte cependant au problème du nombre de barges et navires de débarquement disponibles, la plupart étant déjà requises en Méditerranée ou dans le Pacifique. À la conférence de Téhéran en novembre 1943, Roosevelt et Churchill promettent à Staline l'ouverture d'un second front pour mai 1944.
Les Alliés ont retenu quatre potentiels lieux de débarquement à l'ouest de la France : la Bretagne, la péninsule du Cotentin, la Normandie et le Pas-de-Calais. Parce qu'il aurait été facile pour les Allemands de contenir l'avance alliée dans une péninsule, la Bretagne et le Cotentin furent abandonnés. Le Pas-de-Calais étant la plus proche côte d'Europe continentale depuis la Grande-Bretagne, les Allemands le considéraient comme le lieu de débarquement le plus probable et avaient concentré un grand nombre de troupes et de fortifications. De plus, l'avance dans les terres aurait souffert du grand nombre de canaux et de rivières. Un débarquement en Normandie en revanche permettrait de capturer le port de Cherbourg, d'avancer vers les ports bretons tout en menaçant d'une avance vers Paris puis l'Allemagne.

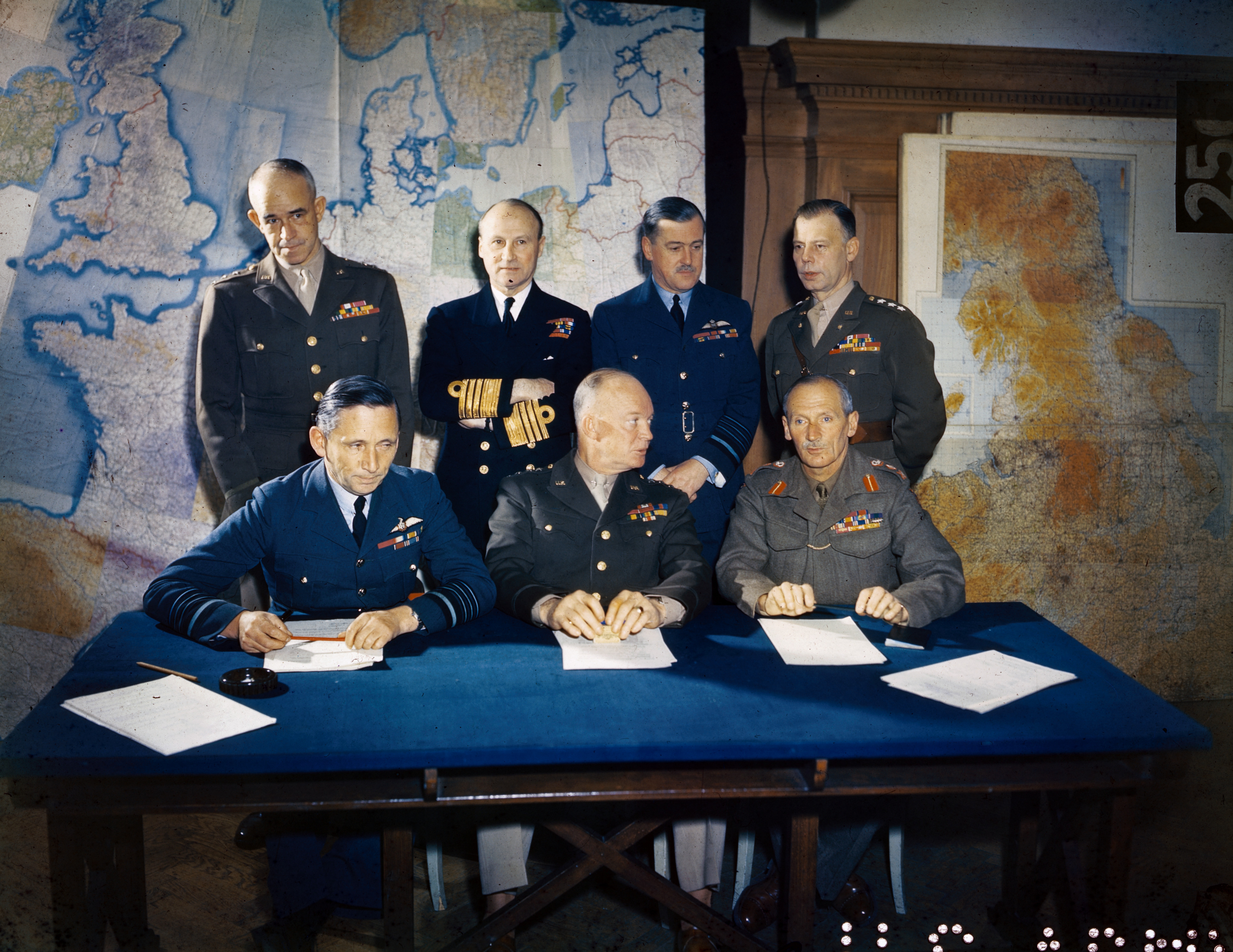
Réunion du corps expéditionnaire allié du quartier général suprême (SHAEF), 1er février 1944. Au premier rang : le maréchal en chef de l'Air Arthur Tedder ; le général Dwight D. Eisenhower ; le général Bernard Montgomery. Rangée arrière : le lieutenant-général Omar Bradley ; l'amiral Bertram Ramsay ; le maréchal en chef de l'Air Trafford Leigh-Mallory ; le lieutenant-général Walter Bedell Smith.

Les Alliés planifient le débarquement pour le 1er mai 1944. Un plan initial est accepté à la conférence de Québec en août 1943. Le général américain Dwight D. Eisenhower est promu commandant du Supreme Headquarters Allied Expeditionary Force (SHAEF). Le général britannique Bernard Montgomery est nommé commandant du 21e groupe d'armées, qui se compose de toutes les troupes terrestres de l'invasion. En décembre 1943, Eisenhower et Montgomery découvrent le projet de débarquement, qui consiste en un débarquement amphibie de trois divisions. Les deux généraux insistent immédiatement pour étendre le projet à cinq divisions plus trois aéroportées, pour créer un front plus étendu et hâter la capture du port de Cherbourg. Le besoin en matériel et en barges et navires de débarquement devient dès lors tel que l'opération est repoussée à juin 1944. Au total, trente-neuf divisions alliées seront envoyées en Normandie : vingt-deux américaines, douze britanniques, trois canadiennes, une polonaise et une française, pour un total de plus d'un million d'hommes.

## Préparation

### Opération Tigre
Un exercice de répétition du débarquement appelé Opération Tigre a eu lieu fin avril 1944 à Slapton Sands dans le sud-ouest de l'Angleterre, et s'est soldé par un désastre, à cause de l'intervention surprise de vedettes lance-torpilles allemandes, qui coûtèrent la vie à 946 soldats alliés.

### Objectifs de l'opérationNeptune
L'opération Neptune doit répondre à deux objectifs successifs : établir une tête de pont sur la côte normande puis y acheminer renforts et ravitaillement. Pour cela, Neptune va s'articuler en plusieurs opérations :
Dans la nuit du 5 au 6 juin, les opérations aéroportées ont pour objectif de sécuriser le flanc est sur l'Orne et le flanc ouest ainsi que la sortie de plage à l'ouest dans le Cotentin. L'opération Tonga est le parachutage et l'arrivée par planeurs de la 6e division aéroportée britannique sur le flanc est du canal de Caen à la mer et à Ranville, près du fleuve Orne. Le but est de tenir le flanc gauche du secteur de débarquement, particulièrement les ponts, pour empêcher les blindés allemands de rejoindre les plages et permettre par la suite aux blindés britanniques de les utiliser. En effet, la zone du débarquement est bordée à l’est par le canal de Caen à la mer et par l’Orne. Le contrôle des deux ponts les plus proches de la zone de débarquement, le Pegasus Bridge et le pont de Ranville, s’avère un objectif stratégique. Les opérations Albany et Boston sont le parachutage de régiments des 101e et 82e divisions aéroportées américaines dans le nord-est du Cotentin. Elles sont précédées par la mise en place des pathfinders (en) et suivies par l'atterrissage de planeurs de ces mêmes divisions (opération Chicago, Keokuk, Detroit et Elmira). Elles sont suivies par d'autres opérations parachutées le 7 juin. Leur but est de protéger le flanc ouest de la zone de débarquement et surtout de contrôler les sorties de plage d'Utah Beach. En effet, celle-ci, contrairement aux autres plages, se trouve sur un cordon littoral isolé par des marais et n'est reliée que par quelques routes à la péninsule du Cotentin. En soutien, l'opération Dingson et l'opération Samwest sont le parachutage en Bretagne de 36 parachutistes français en quatre groupes.
- Traversée de la Manche de la flotte de débarquement et des bâtiments d'appui naval, avec, préalablement, les :
  - Opération Gambit : positionnement de deux sous-marins de poche pour baliser les plages est.
  - Opération Maple : opération de minage naval pour protéger les flancs de la force d'invasion (6 850 mines furent mouillées durant cette opération).
- Jour J : Assaut et débarquement
  - Bombardement aérien puis naval des défenses allemandes sur la côte devant les plages de débarquement et des batteries de canons plus à l'intérieur des terres.
  - Assaut sur les cinq plages de la côte normande : Utah Beach, Omaha Beach pour les Américains et Sword Beach, Juno Beach et Gold Beach pour les Britanniques et les Canadiens. S'y ajoutent l'escalade et la prise de la pointe du Hoc par les rangers américains.
  - Une fois les plages et leurs abords pris, elles doivent être nettoyées et des chenaux dégagés afin de permettre un débarquement de plus grande ampleur de troupes et de matériels.
- Jours suivants : Mise en place des structures de ravitaillement
  - Deux ports artificiels, dont le port Mulberry : les Alliés ont renoncé à prendre directement un port en eaux profondes. Pour pouvoir acheminer le ravitaillement, l'armement et les troupes, ils vont mettre en place un port artificiel (l'autre port est détruit par une tempête peu après sa mise en place) devant une des plages prises.
  - Un oléoduc à travers la Manche, l'opération Pluto.

### Espionnage et renseignement
Des cartes postales permirent aux services de renseignements britanniques de se familiariser avec l'aspect des côtes normandes. Ils s'aidèrent aussi de cartes topographiques, de photos aériennes prises par des avions de reconnaissance et des renseignements des espions.

### Opérations de diversion
Avant et durant l'opération Neptune eut lieu l'opération Fortitude, nom de code collectif des opérations de désinformation et de diversion des Alliés dont le but était double :
- d'abord dissimuler à l'état-major allemand le lieu réel du débarquement en Europe du Nord-Ouest, par le biais de la résistance française qui devait faire croire à l'état-major allemand que le débarquement se déroulerait sur une autre côte, le Pas-de-Calais, qui était la cible la plus évidente selon l'état-major allemand.
- une fois le débarquement de Normandie effectué, faire croire qu'il ne s'agissait que d'une opération de diversion. Le premier objectif tactique était d'éviter un renforcement des défenses ainsi qu'une concentration de troupes en Normandie. Il s'agissait ensuite d'éviter une arrivée trop rapide des renforts allemands dans les premiers jours suivant le débarquement. En particulier, il fallait tenir à l'écart les unités blindées de la XVe armée stationnées dans le Pas-de-Calais avant que les Alliés aient pu établir une tête de pont suffisamment solide.

L'opération Fortitude comprit deux volets :
- l'opération Skye (britannique) : British Fourth Army, armée fictive basée à Édimbourg et en Irlande du Nord pour faire croire à un débarquement en Norvège ;
- l'opération Quicksilver (américaine) : First United States Army Group (FUSAG), groupe d'armées fictif commandé par le général Patton pour faire croire à un débarquement dans le nord de la France, utilisant pour cela des chars factices en caoutchouc.

### Météo et choix de la date
La préparation de l'opération requiert l'établissement du jour du débarquement, le Jour J (D-Day) et d'un horaire défini comme l'Heure H (H-Hour) où les premières troupes d'assaut amphibies débarqueront. Il est décidé que le débarquement amphibie se fera de jour et qu'un clair de lune est nécessaire la nuit précédente pour faciliter le largage des parachutistes et l'atterrissage des planeurs chargés de transporter des armes lourdes et des véhicules légers. Un débarquement de jour permet un meilleur déploiement des unités navales et des troupes d'assaut. Il accroît également la précision de l'artillerie et de l'aviation. Le clair de lune précédant le débarquement facilite la traversée de la Manche. Afin de limiter le temps d'observation et de réaction de l'ennemi, et de profiter au maximum de la lumière du jour pour débarquer assez de troupes, il est décidé que le temps entre le crépuscule nautique et jusqu'à 40 minutes plus tard est suffisant à l'aviation et à la marine pour bombarder la côte. Les nombreux obstacles plantés sur les plages, entre la limite de basse mer et celle de haute mer, et sur lesquels s'empaleraient les barges, ne permettent pas de débarquer à marée haute. La marée basse imposerait une trop longue course à découvert. Il est ainsi décidé que le débarquement aura lieu à mi-marée montante, ce qui permet de repérer et déblayer ces obstacles.

### Controverses stratégiques et erreurs tactiques du côté allemand
Dès la fin 1943, Adolf Hitler et ses généraux sont certains que les Alliés vont débarquer en Europe dans les mois qui viennent, mais ils ne savent pas où. Le mur de l'Atlantique est construit par le Troisième Reich le long de la côte occidentale de l'Europe pour empêcher l'invasion du continent par les Alliés depuis la Grande-Bretagne. Mais ce mur de fortifications, que la propagande nazie dit imprenable, comporte d'innombrables lacunes.
Les maréchaux Gerd von Rundstedt, aux commandes sur le front ouest depuis 1942, et Erwin Rommel, nommé en janvier 1944 commandant du groupe d'armées B chargé de la défense du nord-ouest de l'Europe, des Pays-Bas jusqu'à la Loire, la zone la plus probable pour le débarquement allié, ne sont pas d’accord sur la stratégie à adopter pour faire face à l'invasion. Alors que Rommel veut repousser les Alliés sur les plages dès les premières heures du débarquement, von Rundstedt préconise un système de défense plus mobile : des troupes armées et blindées en retrait dans les terres qui, concentrées, livreraient le combat après le débarquement, car selon lui, les Alliés ne pourront combattre longtemps sans disposer d'un port. Von Rundstedt juge donc opportun de maintenir les divisions blindées en retrait alors que Rommel les souhaite au plus près des côtes. Hitler ne tranche pas entre les deux hommes : trois divisions seront positionnées près des côtes, le reste à l'arrière.
L'Abwehr, le service central d’espionnage et de contre-espionnage de la Wehrmacht inonde l'Ob West (centre de commandement des forces de la Wehrmacht sur le Front de l'Ouest) d'un flot de rapports parfois contradictoires. La répétition des alertes de débarquement (pas moins de 32 pour le seul mois de mai) entraîne la baisse de vigilance des Allemands.

## Déroulement

### Prise de décision

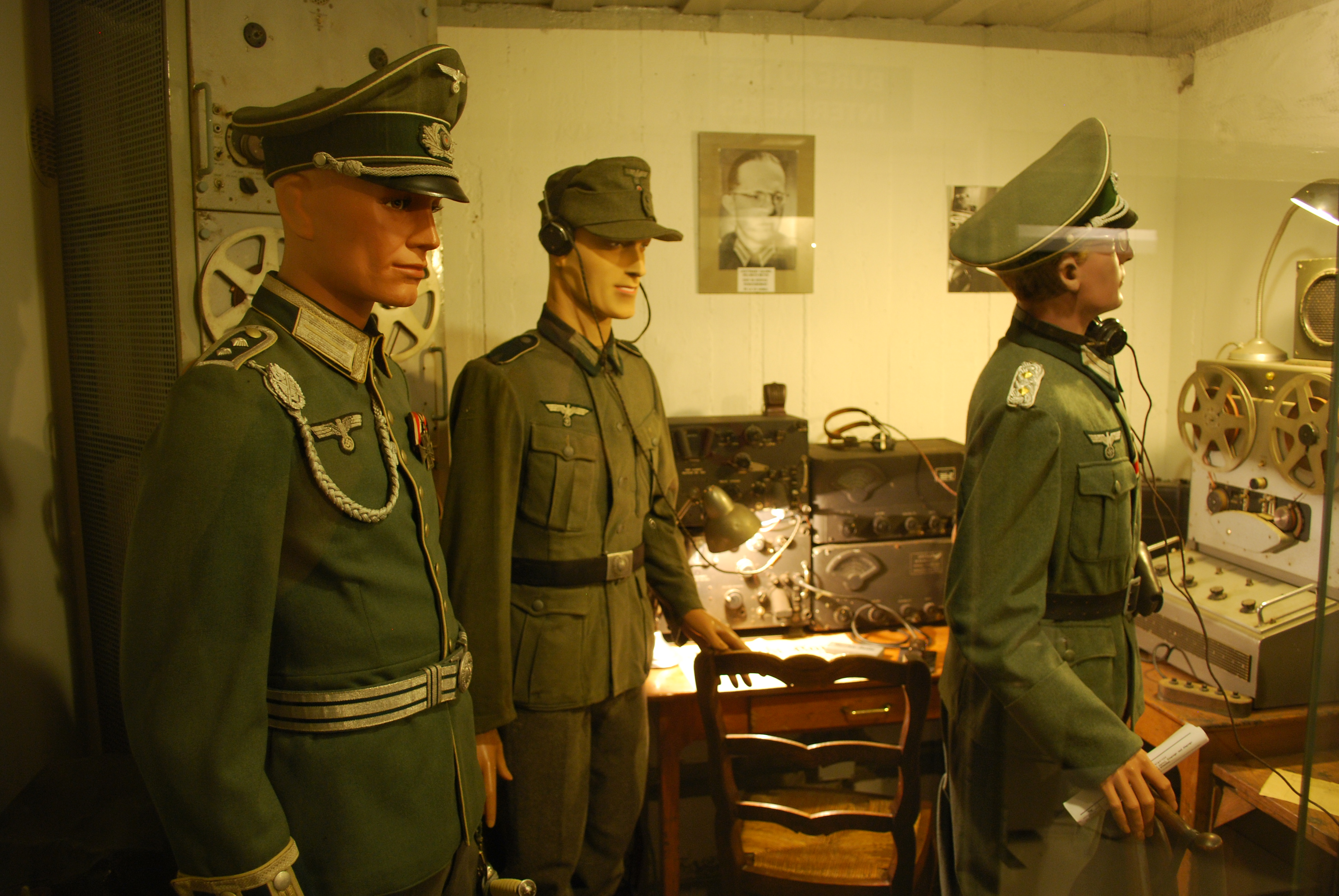
Dans le bunker du quartier général de la XVe armée allemande à Tourcoing, le service d'écoute téléphonique capte les trois derniers vers du sizain de Verlaine.

Le jour J est initialement prévu le 2 juin 1944 mais les Alliés ont besoin de la pleine lune pour les parachutages et de 40 minutes de jour avant l'heure H pour le débarquement. En juin, ces conditions ne se retrouvent que les 5, 6 et 7 juin. Le débarquement est fixé le 5 juin puis le 6 en raison des trop mauvaises conditions météorologiques. Le second vers du poème Chanson d'automne de Verlaine prononcé le 5 à 21h15 (heure de Paris) sur Radio Londres avertit la section de renseignement du centre de commandement à l'ouest dirigée par le lieutenant-colonel Wilhelm Meyer-Detring (de) de l'imminence du débarquement, mais l'œuvre des services secrets alliés, grâce aux opérations Taxable et Fortitude, empêche l'état-major allemand d'engager immédiatement sur le front de Normandie la majorité de ses 34 divisions stationnées au nord de la Loire. La riposte allemande reflétera la relative désorganisation de son commandement le jour J.

### Bombardements préparatoire aériens

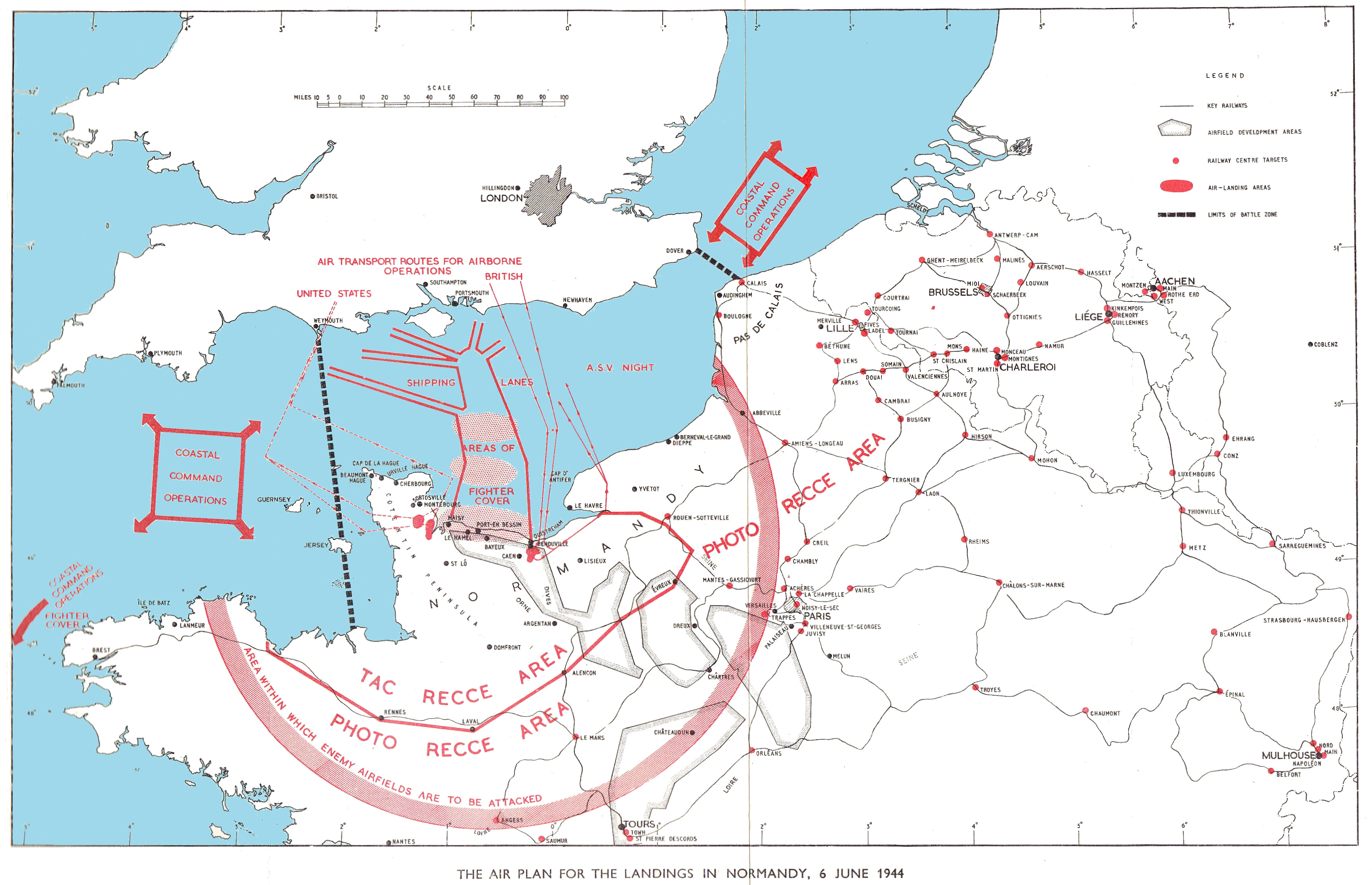
Plan de vol pour le jour J.

À 2 heures du matin, près de 11 500 appareils (5 000 chasseurs, 3 500 planeurs de transport et 3 000 bombardiers) décollent. Les bombardiers lourds (B-17 Flying Fortress et B-24 Liberator du côté américain, Halifax du côté britannique) et moyens (B-26 Marauder et A-20 Havoc du côté américain, de Havilland Mosquito du côté britannique) larguent près de 12 000 tonnes de bombes sur les défenses côtières allemandes. La supériorité aérienne alliée est telle que son aviation effectue en ce jour 14 674 sorties, quarante fois plus que la Luftflotte 3, très affaiblie, qui comptabilise alors moins de 500 appareils disponibles.

### Traversée de la Manche

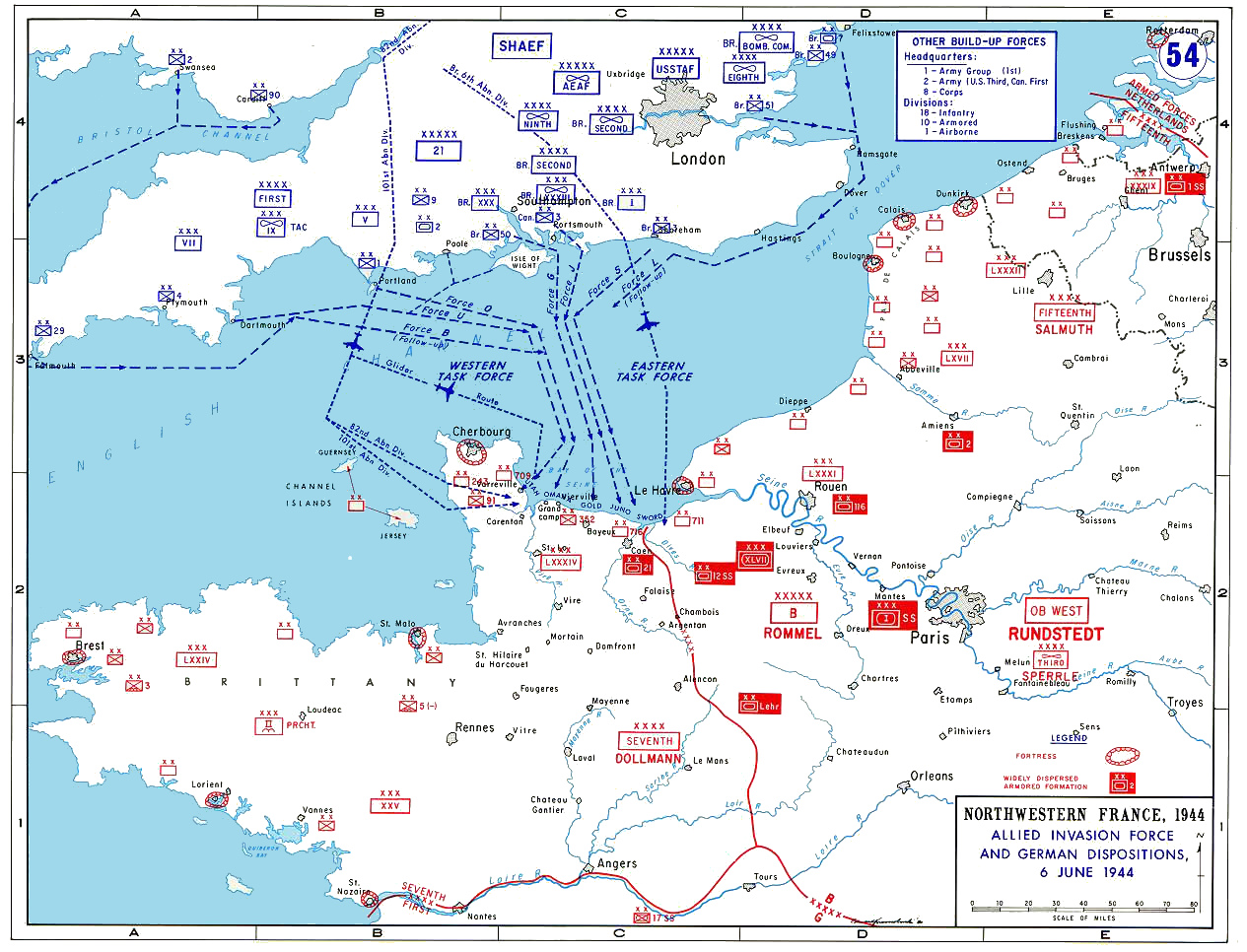
Carte de l'Opération Neptune : les 6939 embarcations de débarquement appareillent des ports du sud, de l'ouest et du sud-est de l'Angleterre, convergent vers le point de rassemblement au sud de l'île de Wight, rapidement rebaptisé « Piccadilly Circus », en raison de son encombrement. L'armada se divise en cinq colonnes faisant route vers les côtes normandes, précédées des dragueurs de mine qui nettoient dix chenaux de passage vers les cinq plages normandes.

La mise en place de cette énorme flotte s'effectue dans tous les ports de la côte sud de l'Angleterre, de Plymouth jusqu’à Newhaven, où il faut auparavant compléter les installations par 130 embarcadères supplémentaires.
Déplacer cette armada exige la définition de quatre passages maritimes depuis les ports britanniques jusqu’à un carrefour au centre de la Manche appelé Spout ou Piccadilly Circus. De cette zone d'un diamètre de 10 milles marins, dix chenaux (deux par plage d'assaut) nettoyés par des dragueurs de mines et balisés de bouées lumineuses permettent aux bateaux (navires de ligne, chalands) d'arriver jusqu'aux cinq plages de débarquement. Les navires se positionnent à environ 10 milles au large des plages entre 2 h et 3 h du matin le 6 juin.
Une part importante de l'opération Neptune est la protection des voies utilisées par les navires alliés et des plages contre la Kriegsmarine. Cela est confié à la Home Fleet. Les Alliés envisagent deux menaces maritimes allemandes importantes :
- l'attaque par de gros navires de surface stationnés en Norvège et en mer Baltique. Cette menace est sans doute surévaluée par les Alliés qui ne se rendent pas compte, avant juin 1944, de la grande faiblesse de la marine de surface allemande, dont certains navires ne sont pas en état de combattre et manquent de carburant, d'équipages et d'entraînement. Ces gros navires ne s'aventurent plus guère en mer : il s'agit du Tirpitz, réfugié dans un fjord de Norvège ; d'un croiseur de bataille, le Gneisenau, qui est en réalité hors d'état de combattre ; des cuirassés de poche Admiral Scheer et Lützow et de cinq croiseurs. Le gros de la Home Fleet est rassemblé en mer du Nord, avec des navires de ligne récents et les porte-avions que l'Amirauté n'a pas voulu engager dans la Manche à cause de la menace des mines. Elle doit s'opposer le cas échéant à une éventuelle sortie des forces navales de surface allemandes. Le canal de Kiel en mer du Nord a aussi été miné préventivement (opération Bravado) ;
- Les U-boots, en provenance de l'Atlantique, constituent une deuxième menace. Une surveillance aérienne est mise en place à partir de trois petits porte-avions d'escorte et par le Coastal Command de la RAF, pour maintenir un cordon de sécurité jusqu’à très à l'ouest de la pointe des Cornouailles (Land's End). Quelques U-boots sont repérés mais sans représenter de réel danger. Ceci est confirmé par le récit des auteurs allemands[26]. Les U-boots sont réduits à l'impuissance et perdent leur base de Cherbourg. Le bilan est relativement mince ;
- Une troisième menace existe toutefois avec les unités de S-Boot, mais les vingt vedettes lance-torpilles opérationnelles dans la Manche et neuf en mer du Nord ne représentent pas un réel danger face aux forces déployées par les Alliés.

D'autres opérations permettent de sécuriser la partie occidentale de la Manche contre d'éventuelles forces navales allemandes venant de Bretagne ou de la côte atlantique. Des champs de mines sont posés (opération Maple) pour forcer les navires ennemis à sortir de leur zone de protection aérienne et à se trouver dans des zones où les destroyers alliés peuvent les attaquer. L'activité navale ennemie est mineure mais le 4 juillet, quatre destroyers allemands sont coulés ou forcés de rejoindre Brest.
Le Pas-de-Calais est fermé par des champs de mines, des patrouilles navales et aériennes, des contrôles radar et des bombardements efficaces des ports ennemis de la zone pour réduire le risque de raids allemands. Les forces navales allemandes de la zone sont d'ailleurs assez faibles, bien qu'elles puissent être renforcées depuis la mer Baltique. Mais cette flotte doit surtout servir à protéger le Pas-de-Calais où les Allemands attendent le débarquement et aucune tentative de forcer le blocus allié ne se produit dans ce secteur.
La couverture navale est un succès, plus de 300 destroyers et escorteurs sont chargés à l'entrée de la Manche de refouler les bâtiments légers et les U-boots allemands. Ceux-ci n'attaquent pas et seuls quelques navires allemands de surface tentent de le faire, sans conséquence sur la flotte alliée. Les seules pertes de navires en mer sont le fait de mines ou des rares incursions aériennes allemandes après le 6 juin.

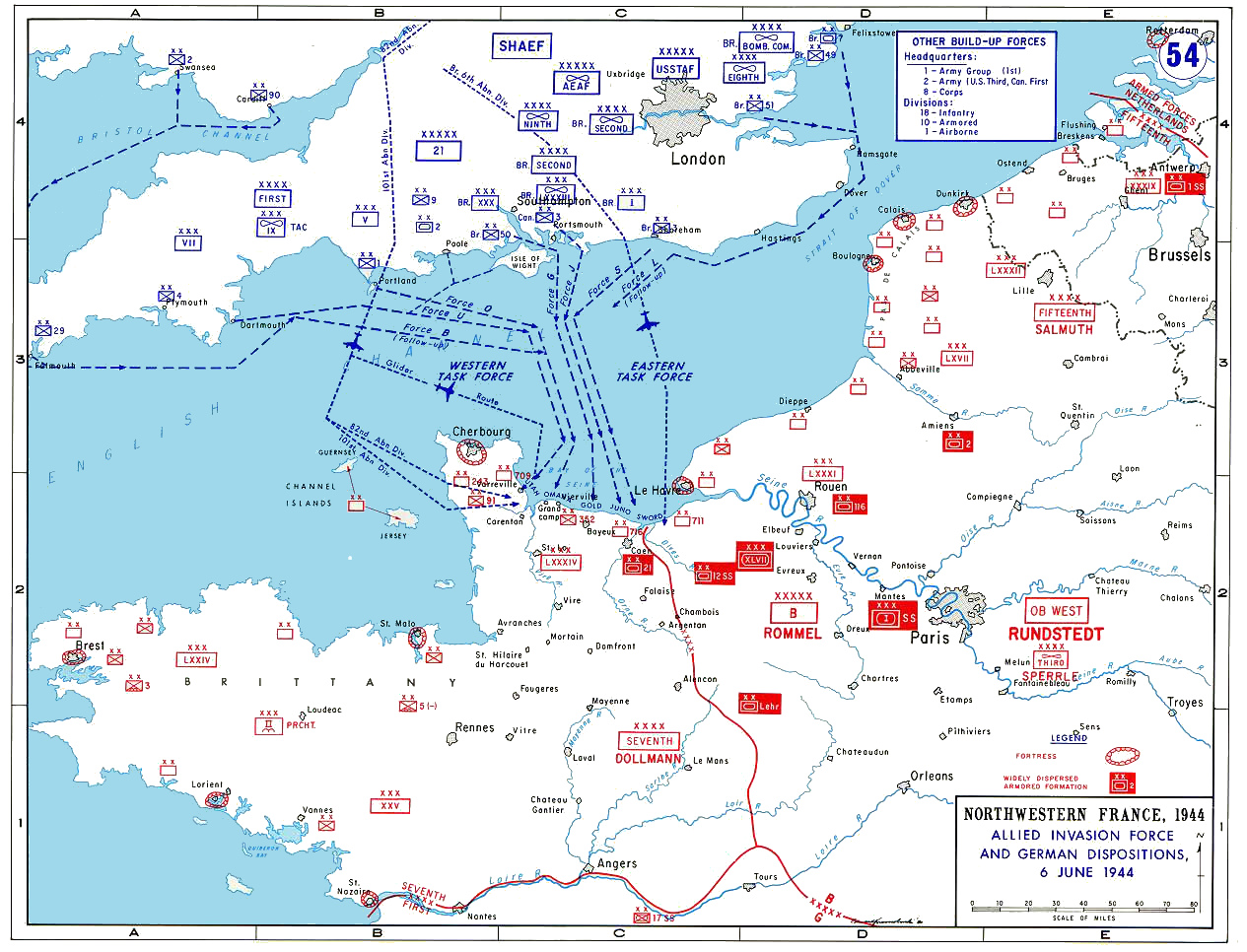
Plan de la traversée. L'opération Neptune engage 6939 embarcations de débarquement qui traversent la Manche et les 150 kilomètres qui séparent le littoral britannique des côtes françaises.

### Assaut aéroporté
Le 5 juin entre 23 heures et minuit, 1 200 appareils décollèrent en emportant trois divisions aéroportées : la  6e britannique, et les 82e et 101e américaines. Les avions étaient chargés de larguer des compagnies de parachutistes ou de tracter des planeurs de combat. La 82e division aéroportée passe à l'assaut aéroporté à Sainte-Mère-Église et la 101e division aéroportée attaque en arrière de Utah Beach pour prendre le contrôle des routes menant de Pouppeville à la côte.
Les Britanniques envoient la 6e division aéroportée commandée par le major général Richard Gale pour prendre d'assaut le pont de Bénouville sur le canal de Caen (appelé Pegasus Bridge par la suite), et le pont sur l'Orne, en planeurs (ce qui permet d'être plus discret, et surtout plus précis).
Mais ces assauts aéroportés ne se déroulent pas comme prévu : les parachutistes sont dispersés et ont du mal à se retrouver dans la nuit. Plusieurs centaines d'entre eux se noient dans les plaines inondées par les Allemands. Après plusieurs rudes heures de combat, les parachutistes arrivent finalement à prendre Sainte-Mère-Église et leurs autres objectifs.
Seuls vingt-et-un avions sur les huit-cent-cinquante appareils américains ont été détruits par les contre-feux allemands ; côté britannique, huit appareils sur quatre-cents ont été déclarés manquants.

### Assaut sur les plages
Au début de l'opération Neptune se déroule l'opération Gambit quand les deux sous-marins miniatures britanniques, appelés X-Craft, viennent se mettre en position près des plages pour guider la flotte d'invasion.
Les troupes d'assaut débarquent sur les cinq plages, désignées par les noms de code : Sword Beach, Juno Beach, Gold Beach, Omaha Beach, et Utah Beach.
L'assaut des troupes d'infanterie qui franchissent la rampe à l'avant des péniches de débarquement, est parfois précédé ou accompagné du débarquement des Hobart's Funnies (chars amphibies DD, chars fléaux qui arrachent les barbelés et déminent les plages, chars bobines qui déroulent des tapis afin d'éviter que les véhicules ne s'enlisent…).

## Logistique
L'opération Neptune ne se limite pas seulement au transport des troupes d'assaut. Elle assure le ravitaillement des têtes de pont. Cet aspect est une source de préoccupations pour l'état-major allié, à cause de l'absence de port en eau profonde disponible dans les premiers jours de la bataille de Normandie. Les Alliés ne peuvent disposer que des petits ports de pêche de Port-en-Bessin et Courseulles dont la capacité d'accueil est minime, ce qui limiterait l'ampleur du débarquement.

### Ports artificiels
Pour résoudre ce problème, les Alliés conçoivent d'« apporter leurs ports avec eux ». Quinze jours après le débarquement débute la mise en place de deux ports artificiels, les Mulberries, face aux plages de Saint-Laurent-sur-Mer (Mulberry A, port américain) et d'Arromanches (Mulberry B, port britannique). Ces deux ports doivent être capables de permettre le débarquement de 6 500 véhicules et 40 000 tonnes d'approvisionnement par semaine. Une tempête détruit le Mulberry A américain et endommage le Mulberry B britannique et, dans les faits, la majeure partie du débarquement du matériel et des troupes continue à se faire par les plages et par l'utilisation intensive et, plus qu'initialement prévu, des petits ports côtiers, et ce jusqu’à la prise et remise en état du port de Cherbourg pour pouvoir acheminer du carburant, des munitions et des soldats en renfort.

### Approvisionnement en carburant
L'approvisionnement en carburant est un des éléments vitaux de la réussite de l'opération Overlord. Les Alliés ont estimé leurs besoins à 15 000 tonnes à J+41 (soit le 15 juillet) pour approvisionner en essence les 200 000 véhicules qui auraient déjà été débarqués, mais également le carburant de l'ensemble des avions ou le mazout des navires de la zone. Pendant les dix premiers jours, les Alliés font échouer sur les plages des LCT remplis de jerricans d'essence. En parallèle, deux points d'ancrage pour pétroliers sont installés au large de Sainte-Honorine-des-Pertes et reliés à la côte et au mont Cauvin par des tuyaux souples. Un terminal pétrolier sommaire est installé le long des jetées de Port-en-Bessin et est relié lui aussi au Mont-Cauvin par un oléoduc.
À partir du 15 juillet, ces systèmes d'approvisionnement dits mineurs doivent être remplacés par des systèmes à plus grande échelle à partir du port de Cherbourg reconquis. Le terminal pétrolier d'avant-guerre de la marine nationale de la digue de Querqueville doit être remis en service avec l'accostage de gros pétroliers, et surtout avec la mise en place d'un oléoduc sous la Manche. Mais les importantes destructions allemandes du port ne permettent au premier pétrolier allié de n'accoster à Querqueville que le 25 juillet et la mise en place de l'oléoduc est elle aussi retardée.
Il s'agit de dérouler entre l'île de Wight et Querqueville, soit une centaine de kilomètres, dix tuyaux souples sous la mer (Pipe-Line Under The Ocean ou PLUTO), ce qui n'a encore jamais été fait dans l'Histoire. Initialement, le premier tuyau doit entrer en fonctionnement le 18 juin, soit 12 jours après le débarquement. Mais la prise de Cherbourg plus tardive, le long nettoyage des eaux du port et le mauvais temps retardent sa mise en service de six semaines et il ne peut entrer en fonction qu'au début du mois d'août. Néanmoins, le manque de carburant ne se fait pas trop sentir, le front progressant peu.
Le fonctionnement de PLUTO se révèle également insuffisant, chaque tuyau ne fournissant pas les 300 tonnes par jour initialement prévues, ce qui contraint les Alliés à poursuivre les débarquements de carburant sur les plages, à décharger dans le port de Courseulles-sur-Mer et à continuer de faire fonctionner le terminal de Port-en-Bessin. Par la suite, avec l'avancée des Américains, PLUTO est prolongé par un oléoduc terrestre jusqu'à Avranches. Au mois d'août, il est redirigé vers la Seine et Paris. Ces travaux sont réalisés par 7 500 sapeurs américains aidés de 1 500 prisonniers de guerre allemands.

## Postérité

### Commémorations

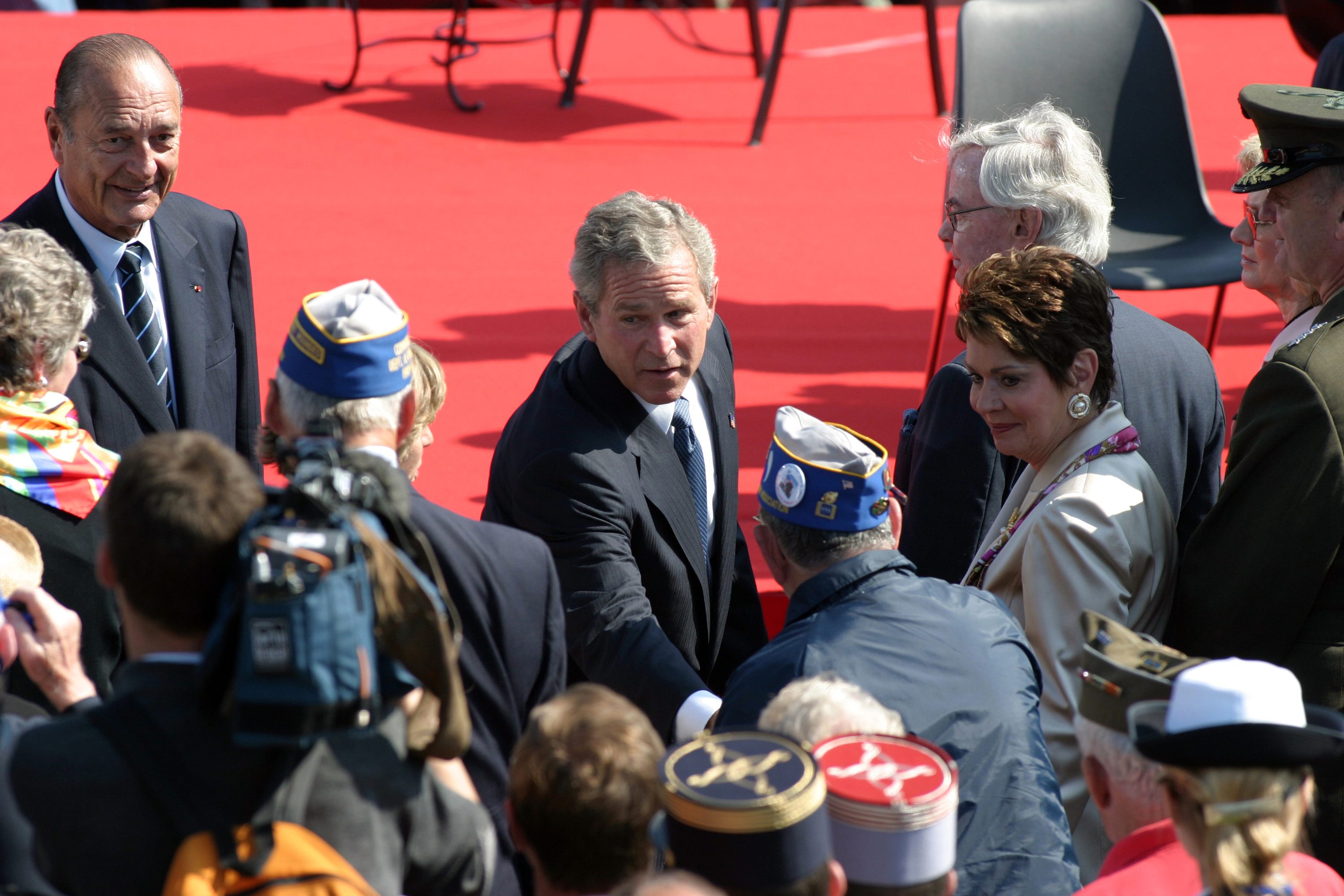
Les présidents s'offrent des bains de foule lors de ces commémorations.

La première commémoration du débarquement a lieu en 1945, à Arromanches, en présence de l'ambassadeur britannique Duff Cooper et de sa femme, Diana Cooper, et de soldats britanniques. Depuis, chaque année, des commémorations ont lieu le 6 juin pour célébrer le débarquement et le début de la libération de l'Europe de l'Ouest.
Jusque dans les années 1980, les commémorations du débarquement sont essentiellement militaires : les chefs d'État ne sont pas représentés. Leur mise en place après la guerre doit beaucoup à Raymond Triboulet, député du Calvados et plusieurs fois ministre des Anciens combattants. Aucun président américain ne vient sur les plages normandes avant Ronald Reagan (excepté Jimmy Carter en 1978, mais à titre privé). Ce phénomène commémoratif assez récent tient en particulier aux réticences du général de Gaulle à célébrer une opération militaire anglo-américaine, dont les Français avaient été en grande partie exclus. En 1964, le général de Gaulle refuse de participer au 20e anniversaire du débarquement ; il délègue l'un de ses ministres qui déclare que le succès du Jour J était dû à la résistance française. Mais dans le contexte de guerre froide, afin de montrer aux Soviétiques que la Seconde Guerre mondiale n'avait pas uniquement été gagnée à l'est mais aussi à l'ouest, le bloc occidental décide de médiatiser davantage ce cérémonial. Le tournant est dû à François Mitterrand qui, en 1984, transforme la cérémonie militaire d'alors en cérémonie politique où sont invités les chefs d'État. L'historien Olivier Wieviorka note ainsi : « dorénavant, les commémorations ne sont plus axées sur l'idée de victoire, mais sur l'idée de paix, de réconciliation et de construction européenne ». Cela va de pair avec une américanisation de l'événement, qui se manifeste avec l'emprunt à l'anglais américain du terme « vétéran », et de l'expression « D-Day » à la place de « Jour J ». Après la fin de l’URSS, d'autres nations se joignent aux commémorations, comme en 2004 l'Allemagne (avec le chancelier Gerhard Schröder) et la Russie.
La télévision, vecteur de masse, vecteur de mémoire, contribue à écrire un récit du Débarquement, notamment lors des commémorations qui sont les cérémonies sans doute les plus médiatisées parmi tous les événements relatifs à la mémoire de la Seconde Guerre mondiale. « La date du 6 juin 1944 semble aujourd’hui résumer à elle seule la victoire alliée. Mais il n’en a pas toujours été ainsi. En 1945, un sondage Ifop demandait aux Français : « Quelle est la nation qui a le plus contribué à la défaite de l’Allemagne nazie ? » Réponse : URSS à 57 % et États-Unis à 20 %. En 2004, les chiffres s’étaient inversés. Entre les deux, il y a eu la chute du bloc soviétique et le fantastique succès des films hollywoodiens, qui, du Jour le plus long (1962) à Il faut sauver le soldat Ryan (1998), ont redessiné le souvenir des derniers mois de la guerre. »

### Cimetières et Monuments
Il y a de nombreux cimetières militaires dans la Normandie, ainsi le Cimetière américain de Colleville-sur-Mer.
Il y a aussi des mémoriaux: le mémorial britannique de Normandie, inauguré en 2021, commémore le nom des 22 442 officiers et soldats sous commandement britannique qui ont été tués en Normandie du 6 juin au 31 août 1944.
Le mémorial de Caen est un musée.
Un musée à Arromanches-les-Bains a ouvert en 2024 pour la commémoration du 80e anniversaire du débarquement.

### Dans la culture populaire

#### Au cinéma
- Le Bataillon du ciel, d'Alexander Esway, d'après le livre de Joseph Kessel, 1947
- Le Jour le plus long (The Longest Day), de Ken Annakin, Andrew Marton, Bernhard Wicki, Gerd Oswald et Darryl F. Zanuck, 1962
- Au-delà de la gloire (The Big Red One), de Samuel Fuller 1980
- Un jour avant l'aube, de Jacques Ertaud, 1994 (se concentrant sur les opérations conjointes en Bretagne)
- Il faut sauver le soldat Ryan (Saving Private Ryan) de Steven Spielberg, 1998
- Band of Brothers, série télévisée produite par Steven Spielberg et Tom Hanks, 2001
- Ike. Opération Overlord (Ike: Countdown to D-Day) de Robert Harmon, 2004
- Rommel, le guerrier d'Hitler (Rommel) de Nikolaus Stein von Kamienski - 2012

#### Musique
- Primo Victoria, chanson dans l'album Primo Victoria de Sabaton, 2005